# 마리카 바리크
마리카 바리크(에스토니아어: Marika Vaarik, 1962년 10월 13일 ~ )는 에스토니아의 배우이다.